# Briba-brilhante
Brasiliscincus heathi é uma espécie de lagarto da família Scincidae também conhecido como briba, calango-liso, ou briba-brilhante.

## Distribuição
Esta espécie é endêmica do Brasil. É encontrada nos estados do Ceará, Bahia, Paraíba, Rio Grande do Norte, Sergipe, Pernambuco e Tocantins. É encontrado em ambientes de mata atlântica, caatinga e cerrado.

## Descrição
É um animal ovovivíparo.

## Etimologia
Esta espécie foi nomeada em homenagem a Harold Heath.

## Publicação original
- Schmidt & Inger, 1951 : Anfíbios e répteis da expedição Hopkins-Branner ao Brasil. Fieldiana, Zoologia, vol. 31, n 4, p. 439-465 ( texto completo ).